# Centre Esportiu Municipal de l'Espanya Industrial
El Centre Esportiu Municipal de l'Espanya Industrial està situat al costat del parc del mateix nom, al districte de Sants-Montjuïc de Barcelona.

## Història i descripció
Projectat pels arquitectes Ramon Artigues i Ramon Sanabria, fou inaugurat el 7 de desembre del 1991 per a acollir la Copa del Món d'Halterofília abans de les proves d'aquest esport als Jocs Olímpics de 1992.
Des de l'any 1993 és gestionat pel Secretariat d'Entitats de Sants, Hostafrancs i la Bordeta, i ha estat remodelat en diverses ocasions. Amb més de 10.000 m², disposa d'una pista poliesportiva on s'hi entrenen diversos petits clubs esportius de la zona, una piscina coberta amb 6 carrils, un gimnàs i tres sales de bàdminton.